# Келлерман, Аннет
Аннет Мэри Сара Келлерман (англ. Annette Marie Sarah Kellerman; 1886—1975) — австралийская профессиональная пловчиха, актриса и писательница.
На Голливудской аллее Славы в её честь имеется звезда.

## Биография
Родилась 6 июля 1886 года в католической семье недалеко от Сиднея. Отец — Фредерик Вильям Келлерман, родившийся в Австралии скрипач; мать — француженка Алиса Элен Шарбоне, пианистка и музыкальный педагог.
В возрасте 6 лет у Аннет была обнаружена болезнь ног, и для преодоления инвалидности родители записали её в плавательную школу в Сиднее. В возрасте 13 лет её ноги были практически в норме, и в 15 лет она начала участвовать в соревнованиях по плаванию. В 1902 году Аннет выиграла соревнования штата Новый Южный Уэльс на дистанции 100 ярдов и 1 милю. В этом же году её родители решили переехать в Мельбурн, где Аннет Келлерман была зачислена в женскую гимназию, а её мать была принята на должность учителя музыки. В Мельбурне Келлерман продолжила совершенствовать навыки пловчихи, освоила подводное плавание, выступала в образе русалочки в развлекательном центре. Ежедневно она давала по два выступления в окружении рыб в океанариуме. В июне — июле 1903 года Аннет погружалась на удивительную глубину в одной из сцен спектакля «Breaking of the Drought» в Мельбурнском королевском театре.
Известна своей борьбой за право женщин носить цельный купальный костюм, который в те времена вызывал много споров: в начале XX века женщины всё ещё должны были купаться в громоздких платьях и панталонах. В 1907 году в разгар своей популярности Аннет была арестована на Ревир Бич, штат Массачусетс, США, за непристойность — на ней был один из её обтягивающих цельных купальных костюмов. Между тем, купальники Келлерман вскоре приобрели большую популярность, что позволило Аннет запустить собственную линию купальных костюмов «Annette Kellerman».
В 1912 году вышла замуж за менеджера Джеймса Раймонда Салливана, американца по происхождению.

### Спортивная карьера

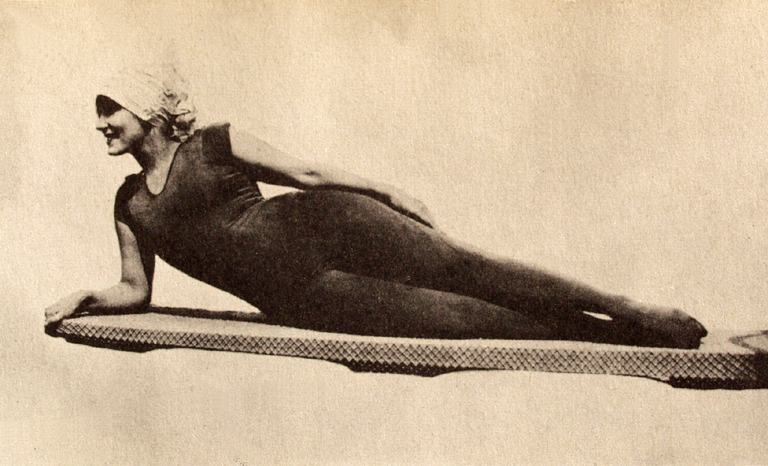
Аннет Келлерман в купальном костюме для ныряния, разработанном ею самой, 1909 год.

24 августа 1905 года 18-летняя Аннет стала первой женщиной, осмелившейся переплыть Ла-Манш. После трех неудачных попыток она заявила: «Я обладала выносливостью, но не хватило грубой силы».

### Актёрская карьера

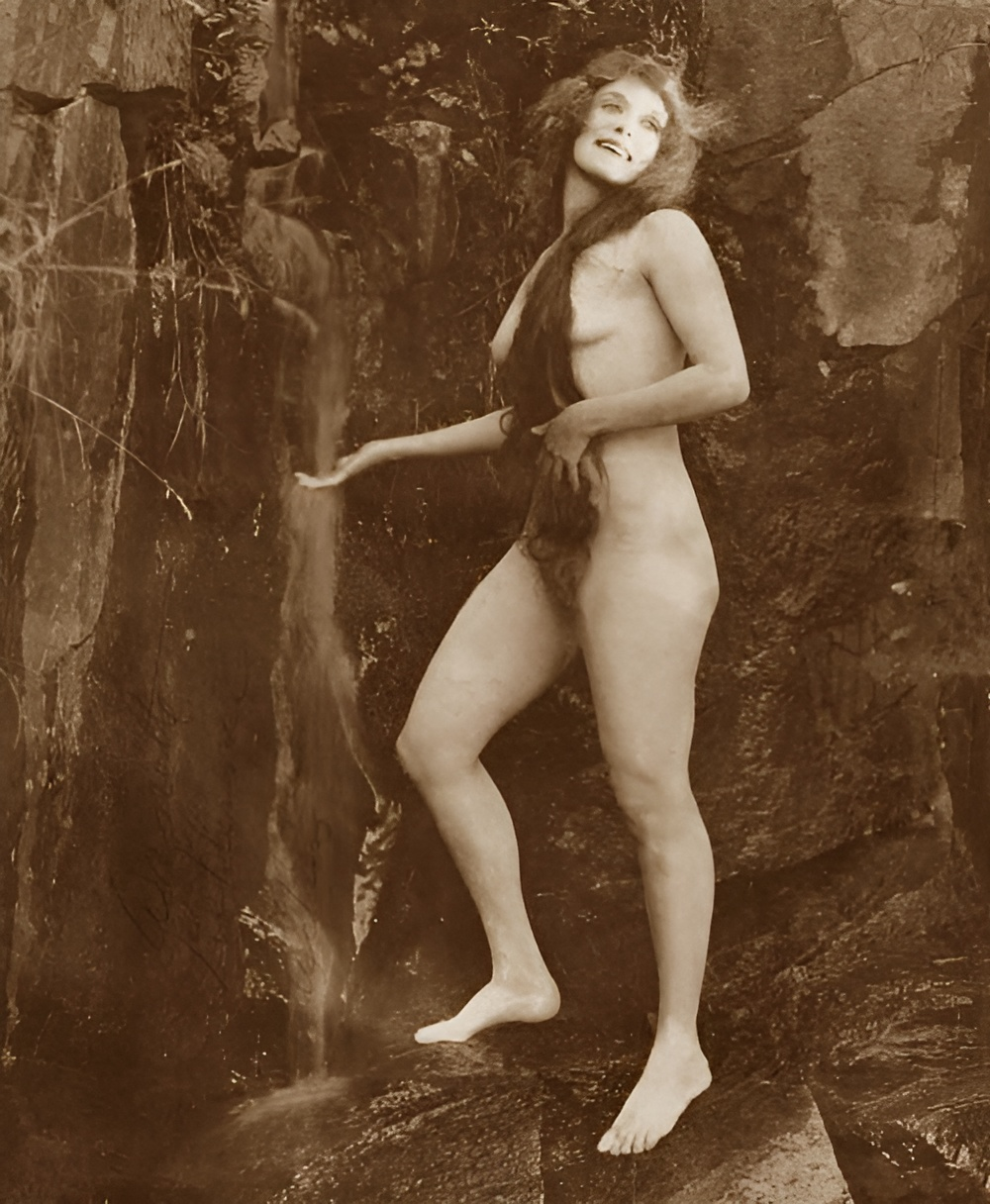
Аннет Келлерман в фильме «Дочь богов» (1916)

Как актриса снималась по большей части в фильмах с тематикой водных приключений. Она выполняла свои же трюки, прыгала с 28-метровой высоты в море и с двухметровой — в бассейн с крокодилами. Неоднократно на экранах пловчиха появлялась в образе русалок, сирен, подводных фей и т. д.
В 1916 году Келлерман шокировала публику после того, как первой в мире появилась на экранах полностью обнажённой в кинодраме «Дочь богов». Картина обошлась в фантастическую по тем временам сумму миллион долларов, но собрала кассу примерно в 1,4 миллионов долларов; к сожалению, о существовании её копий ничего не известно.

### В конце жизни
Аннет и её муж Джеймс, будучи вегетарианцами, владели магазином здоровой пищи в Лонг-Бич, Калифорния, США. В 1970 году они вернулись жить в Австралию.
В 1974 году Аннет стала членом Международного зала славы по плаванию в Форт-Лодердейле, Флорида, США. Она оставалась активной и в пожилом возрасте, продолжая плавать и тренироваться до конца жизни.
Умерла 6 ноября 1975 года в больнице города Голд-Кост, штат Квинсленд, Австралия, и была кремирована. Пепел был развеян над Большим Барьерным рифом. Детей у Аннет не было.